# André Golke
André Golke (Amburgo, 15 agosto 1964) è un ex calciatore tedesco, di ruolo centrocampista o attaccante.

## Carriera
Ha giocato per gran parte della sua carriera nel St. Pauli. Nella stagione 1992-1993 viene acquistato dallo Stoccarda. Esordì con una tripletta in Coppa di Germania, ma realizzò solo una rete nell'arco di tutto il campionato.

## Palmarès

### Club

#### Competizioni nazionali
- Supercoppa di Germania: 1

Stoccarda: 1992